# Операција Неретва
Операција Неретва '93 је била операција Армије Републике Босне и Херцеговине против Хрватског вијећа обране покренута у септембру 1993. на фронту дугом 200 км од Горњег Вакуфа до јужно од Мостара, током Хрватско-бошњачког рата. АРБиХ је остварила ограничене добитке на подручју сјеверне Херцеговине и око Мостара, али није успјела пробити до јужне Неретве, гдје је ХВО задржао контролу. Операција је прекинута у октобру. Током операције, десетине хрватских цивила убијено је у масакрима у Грабовици и Уздолу.

## Операција
Након што је већи дио Горњег Вакуфа заузела Армија Републике Босне и Херцеговине у августу 1993. године, борбе су се окренуле према Прозору гдје су се претходних мјесеци у оближњим селима борили Хрватско вијеће обране и АРБиХ. Ни једни ни други нису имали потпуну контролу над подручјем, па су обе стране провеле август и септембар у борбама дуж брда и гребена код Прозора.
У септембру 1993. босанска влада покренула је операцију Неретва, један од својих најсложенијих покушаја до сада, против ХВО-а. Сеферу Халиловићу за операцију су биле потчињене јединице 1., 3., 4. и 6. корпуса АРБиХ. Снаге АРБиХ покренуле су координисане нападе на енклаве које је држао ХВО у Лашванској долини и на цијелој линији сукоба од јужно од Горњег Вакуфа до Јабланице, преко Мостара и даље према југу до ријеке Буне.  Јединице 9. бригаде, 10. бригаде и 2. самосталног батаљона, све потчињене 1. корпусу АРБиХ, упућене су из Сарајева на сектор Јабланице. На подручју Витеза, током истовременог напада са сјевера и југа, АРБиХ је у једном тренутку пробила линије ХВО-а у Витезу, али је на крају била присиљена назад.
Између Прозора и Јабланице, АРБиХ је лагано потиснула линију сукоба према западу и напредовала на југ према Мостару након вишедневних борби. Тежиште напада АРБиХ било је упориште ХВО-а Врди код ријеке Неретве како би се преузела контрола над сјеверним и западним прилазима Мостару. Септембра 1993. године, након артиљеријског бомбардовања Врда, пјешадија АРБиХ га је безуспјешно напала, а снаге ХВО-а успјеле су одбити напад. У Мостару су снаге АРБиХ и ХВО имале сукобе у граду и приградским насељима Бијело Поље и Раштани. АРБиХ је остварила одређене ограничене добитке нападајући из града у три правца. ХВО је одговорио артиљеријским гранатирањем 23. септембра источног дијела града, који је контролисала АРБиХ, и неефикасним контранападом 24. септембра. Употреба артиљерије од стране АРБиХ и ХВО-а додатно је оштетила град, али ниједна страна није остварила значајније добитке. Након вишедневних преговора, 3. октобра је договорено примирје.

## Битка на Врдима
Битка на Врдима догодила се током бошњачко-хрватског сукоба који је избио у рату у Босни и Херцеговини. То се догодило између 14. септембра и 4. октобра 1993. током АРБиХ операције Неретва 93. Иако је почетни напад АРБиХ на бранитеље села ХВО 19. септембра био неуспјешан, други напад 4. октобра био је успешнији. Село је остало на линији сукоба за равнотежу бошњачко-хрватског сукоба.

## Масакри у Грабовици и Уздолу
У ноћи 8. на 9. септембар догодио се масакр у Грабовици када су припадници 9. бригаде и неидентификовани припадници АРБиХ убили најмање 33 хрватска мјештана села у Грабовици. За учешће у убиствима осуђена су тројица бораца, Нихад Влаховљак, Харис Рајкић и Сеад Карагић. Неколико дана касније, 14. септембра, АРБиХ је кренула у офанзиву источно од Прозора. Током ове офанзиве догодио се Уздолски масакр у селу Уздол. 70-100 босанских војника инфилтрирано је поред одбрамбених линија ХВО-а и стигло до села. Након заузимања командног мјеста ХВО-а, трупе су кренуле у убијање. Саопштено је да су Прозорски самостални батаљон и припадници локалне полиције убили 29 хрватских цивила и једног ратног заробљеника.
Командант АРБиХ Сефер Халиловић оптужен је од стране Међународног кривичног суда за бившу Југославију на основу кривичне одговорности надређеног (члан 7(3) Статута Трибунала ) и оптужен је по једној тачки за кршење закона и обичаја ратовања (чл. 3 – убиство), и проглашен невиним.

## Последице
ХВО је задржао контролу над подручјем око Прозора и осигурао позадину својих снага у западном Мостару. АРБиХ је успјела да осигура терен између Јабланице и Врдија и преузме контролу над путем од Грабовице преко Потоца и Врапчића према сјевероисточном Мостару.